# Alexis Gougeard
Alexis Gougeard (Rouen, 5 de marzo de 1993) es un ciclista francés que fue profesional entre 2014 y 2024.

## Trayectoria
Gougeard comenzó su carrera como amateur en 2013 con el equipo USSA Pavilly-Barentin y con el que consiguió victorias de mucho mérito como una etapa del Tour del Porvenir u otra etapa en la Coupe des Nations Ville Saguenay.
Debido a sus grandes resultados, en 2014 con tan solo 21 años, ya pasó a profesionales tras ser fichado por el Ag2r La Mondiale. En su primera etapa como profesional no defraudó al ganar la Clásica de Loire-Atlantique y la Boucles de l'Aulne, destacándose como un gran rodador.
En 2015 sus prestaciones mejoraron aún más. Repitió triunfó en la Clásica de Loire-Atlantique y ganó una etapa de los Cuatro Días de Dunkerque. En principió estaba predestinado a correr el Tour de Francia, aunque su director Vincent Lavenu y los directores de equipo decidieron esperar y llevarlo a la Vuelta a España. En la ronda española, Gougeard no decepcionó y tras meterse en varias fugas, en la 19.ª etapa consiguió una victoria de gran mérito al escaparse de sus compañeros de fuga a más de 30 km y rodar todo este tiempo sólo y a una gran velocidad para coronarse en solitario en las murallas de Ávila. Fue la confirmación definitiva del joven francés.

## Palmarés

### Ruta
2011 (UCI Júnior)
- Gran Premio Rüebliland

2013 (como amateur)
- 1 etapa de la Coupe des Nations Ville Saguenay
- 1 etapa del Tour del Porvenir

2014
- Clásica de Loire-Atlantique
- Boucles de l'Aulne

2015
- Clásica de Loire-Atlantique
- 1 etapa de los Cuatro Días de Dunkerque
- 1 etapa de la Vuelta a España
- Tour de Eurométropole, más 1 etapa

2017
- Polynormande

2019
- Circuito de la Sarthe, más 1 etapa
- Boucles de l'Aulne

### Pista
2012
- Campeonato de Francia Persecución por Equipos (haciendo equipo con Alexandre Lemair, Julien Duval y Kévin Lesellier)

2014
- 3.º en el Campeonato de Francia en puntuación

## Resultados en Grandes Vueltas y Campeonatos del Mundo
| Carrera              | Carrera              | 2014 | 2015  | 2016  | 2017 | 2018 | 2019  | 2020 | 2021  | 2022 | 2023 | 2024 |
| -------------------- | -------------------- | ---- | ----- | ----- | ---- | ---- | ----- | ---- | ----- | ---- | ---- | ---- |
|                      | Giro de Italia       | —    | —     | —     | —    | —    | —     | —    | 114.º | —    | —    | —    |
|                      | Tour de Francia      | —    | —     | 147.º | —    | —    | 115.º | —    | —     | 88.º | —    | —    |
|                      | Vuelta a España      | —    | 112.º | —     | 99.º | Ab.  | —     | —    | —     | —    | —    | —    |
| Mundial en Ruta      | Mundial en Ruta      | —    | —     | —     | Ab.  | —    | —     | —    | —     | —    | —    | —    |
| Mundial Contrarreloj | Mundial Contrarreloj | —    | —     | —     | 13.º | —    | —     | —    | —     | —    | —    | —    |

—: no participa

Ab.: abandono